# حسن گاوداری
حسن گاوداری، روستایی در دهستان زنگوان بخش کارزان شهرستان سیروان در استان ایلام ایران است.
حسن گاوداری(به زبان محلی حسن گاویار) یکی از طایفه‌ و تیره های ایل سگوند است، مردم حسن گاویار در طالقان، شوش، سراسان، خرم آباد، نورآباد، نهاوند، اندیمشک حضور دارند.
اجداد این روستا از حسن گاویار های ساکن در خرم آباد بوده که در زمان قاجار به منطقه شیروان کوچ کرده اند.

## جمعیت
بر پایه سرشماری عمومی نفوس و مسکن در سال ۱۳۹۵، جمعیت این روستا برابر با ۴۰۸ نفر (۱۰۶ خانوار) بوده است.